# Loher Moos
Loher Moos ist seit 1922 ein Stadtteil der kreisfreien Stadt Nürnberg, Teil des statistischen Bezirks 83 Marienberg.

## Lage
Der Stadtteil Loher Moos liegt im Norden von Nürnberg zwischen Ziegelstein (im Norden), Schafhof (im Osten), Herrnhütte und Klingenhof (im Süden) und dem Volkspark Marienberg (mit den Sportanlagen des ehemaligen Gauligisten ASN Pfeil Nürnberg sowie des ehemaligen Handballbundesligisten TuSpo Nürnberg) im Westen.

## Straßen
- Am Mooshof
- Egloffsteiner Str.
- Falknerweg
- Gräfenberger Str.
- Heimstättenstr.
- Herrnhüttestr.
- Marienbergstr.
- Moosstr.
- Ziegelsteinstr.

## Kirchen
- Evangelisch-lutherische Melanchthongemeinde Ziegelstein
- Katholische Pfarrei St. Georg Ziegelstein

## Verkehr
Südöstlich des Stadtteils Loher Moos verläuft die Äußere Bayreuther Straße, die als Bundesstraße 2 stadtauswärts zur Bundesautobahn 3 führt. Der Süden ist mit dem U-Bahnhof Herrnhütte und dem Nordostbahnhof verkehrstechnisch an den ÖPNV Nürnbergs angebunden.